# Natrix merkurensis
Espèce
Natrix merkurensis est une espèce fossile de serpents de la famille des Natricidae.

## Répartition
Cette espèce a été découverte en République tchèque puis retrouvée en Allemagne[réf. nécessaire] et en France. Elle date du Miocène.

## Étymologie
Son nom d'espèce, composé de merkur et du suffixe latin -ensis, « qui vit dans, qui habite », lui a été donné en référence au lieu de sa découverte, le mine de lignite de Merkur-Nord.

## Publication originale
- Ivanov, 2002 : The oldest known Miocene snake fauna from Central Europe: Merkur-North locality, Czech Republic. Acta Palaeontologica Polonica, vol. 47, no 3, p. 513-534.